# Адріан Байрамі
Адріан Байрамі (алб. Adrian Bajram, нар. 5 квітня 2002, Лангенталь, Швейцарія) — албанський футболіст, центральний захисник португальського клубу «Бенфіка Б» та національної збірної Албанії.

## Ігрова кар'єра

### Клубна
Займатися футболом Адріан Байрамі почав у своєму рідному місті Лангенталь у Швейцарії. Після цього один сезон він провів у молодіжній команді клубу «Янг Бойз», де його і відмітили скаути португальської «Бенфіка». У 2018 році Байрамі переїхав до Португалії, де продовжив грати у молодіжній команді «Бенфіки».
У липні 2022 року Байрамі потрапив до другої команди «Бенфіка Б» і дебютував у португальській Сегунді.

### Збірна
На міжнародній арені Адріан Байрамі починав грати за юнацьку збірну Швейцарії. У липні 2022 року у товариському матчі проти команди Естонії Адрфан Байрамі дебютував у національній збірній Албанії.

## Титули
Бенфіка
- Переможець Юнацької ліги УЄФА: 2021–22
- Володар Кубка португальської ліги: 2024–25